# Guijang
Guijang (pinjin: Guiyang)  je glavno mesto province Guidžov v Ljudski republiki Kitajski. Nahaja se v središču province, vzhodno od Junansko-Guidžovške planote in na severnem bregu reke Nanming, rokava reke Vu. Mesto leži na nadmorski višini 1100 m in ima površino 8034 kvadratnih kilometrov. Ob popisu leta 2010 je v mestu živelo 4.332.561 prebivalcev, od tega 3.037.159 v 7 mestnih okrožjih.
Guijang je mesto z vlažnim subtropskim podnebjem, obdano z gorami in gozdovi. Območje, naseljeno vsaj od pomladnega in jesenskega obdobja, je leta 1413, v času dinastije Juan, uradno postalo glavno mesto okoliške province. Mesto je dom velikega števila prebivalcev etničnih manjšin Mjao in Boujej. Guijang ima razvejano gospodarstvo. Tradicionalno je bilo mesto središče proizvodnje aluminija, pridobivanja fosfatov in proizvodnje optičnih instrumentov; po reformah pa je večina mestne gospodarske proizvodnje prešlo v storitveni sektor. Od leta 2015 je mesto ciljno vlagalo v množične podatke in se hitro pojavilo kot lokalno središče za inovacije.
Guijang je po rezultatih znanstvenih raziskav eno izmed 500 znanstveno najproduktivnejših mest na svetu. V mestu se nahaja tudi Univerza Guidžov, nacionalna raziskovalna univerza v okviru projekta 211 in v nekaterih disciplinah pod statusom dvojnega prvega razreda.